# Chetniks no período entreguerras

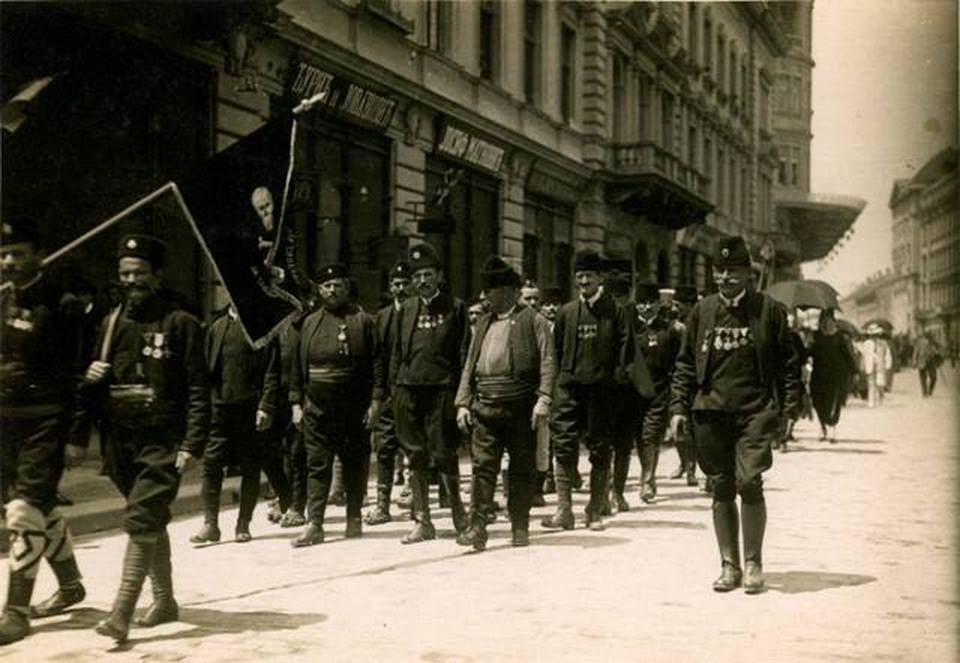
Chetniks em desfile em Belgrado, c. 1920.

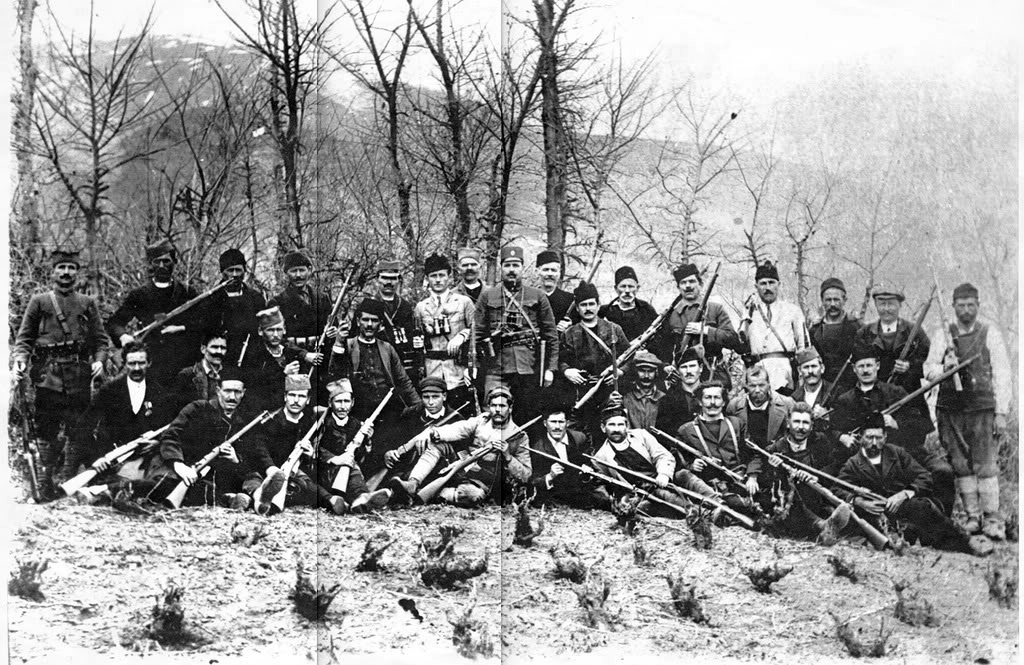
Associação contra Bandidos Búlgaros, entre 1922 e 1925.

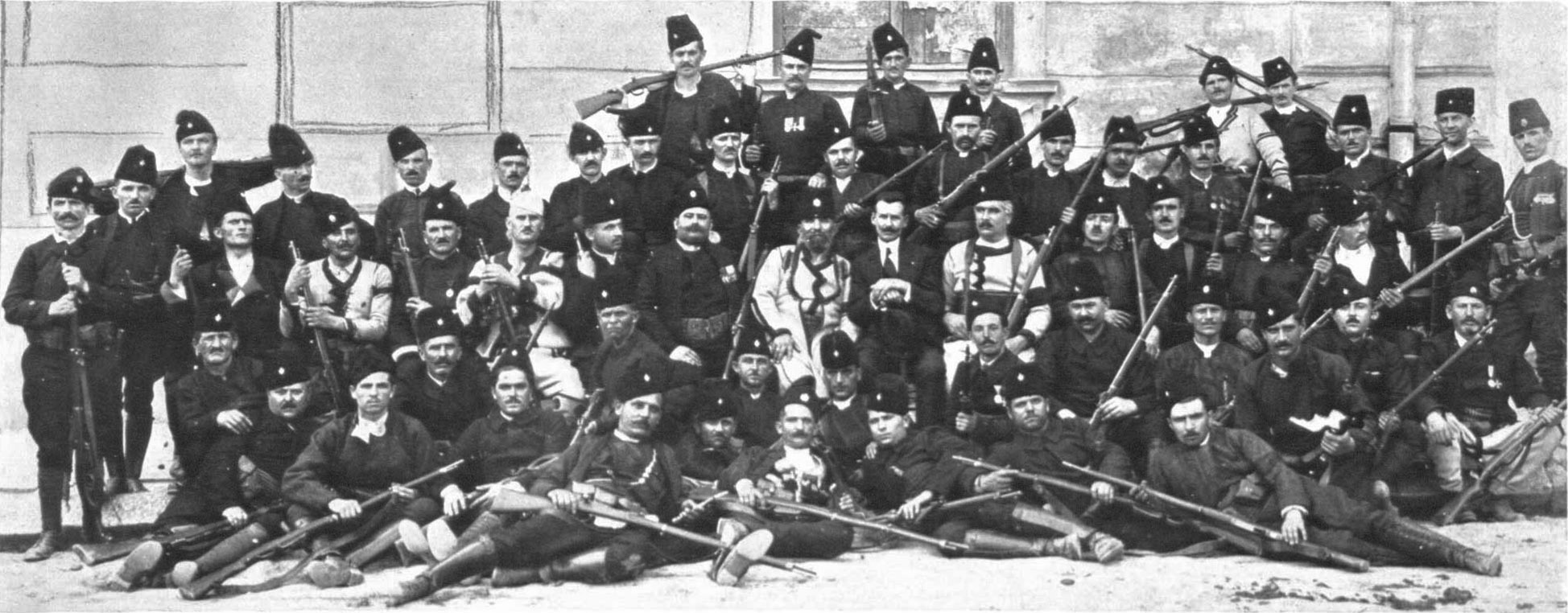
Associação Chetnik, entre 1921 e 1926.

No período entreguerras na Iugoslávia (1918–41), havia várias associações de veteranos de guerrilheiros sérvios (conhecidos como "Chetniks") que lutaram na Macedônia Otomana (1903–12), nas Guerras Balcânicas (1912–13) e na Primeira Guerra Mundial. (1914–18).
Os principais chetniks estavam divididos entre o Partido Democrático (DS) e o Partido Radical (RS), e também entre laços com as sociedades secretas da Mão Negra e da Mão Branca.  Estas diferenças ideológicas levaram à formação de várias Associações Chetnik (četnička udruženja). A primeira associação, criada em 1921, foi dividida correspondendo ao DS iugoslavo e ao RS nacionalista sérvio em 1924. 
As figuras mais importantes do movimento Chetnik neste período foram Puniša Račić, Ilija Trifunović-Birčanin e Kosta Milovanović-Pećanac.  Após a proclamação da Ditadura de 6 de Janeiro pelo rei Alexandre I em 1929 e o estabelecimento do “Iugoslavismo Integral”, as várias associações Chetniks reorganizaram-se num único grupo oficialmente sancionado, a “Associação dos Chetniks”.  Contudo, mesmo sob as pressões homogeneizadoras da ditadura, os Chetniks não eram um movimento monolítico. 

## Contexto
A Organização Chetnik Sérvia, fundada por ativistas sérvios, organizou unidades de guerrilha enviadas para territórios otomanos ao sul do Reino da Sérvia.  No período 1904-12, estas unidades de guerrilha conduziram a guerra na Macedônia, procurando libertar a região e uni-la à Sérvia.  Inicialmente organizado de forma privada, as suas direções foram logo assumidas pelo governo sérvio.  A ação de guerrilha acompanhou a difusão da propaganda nacionalista (nacionalização).  Os Chetniks, como força auxiliar, desempenharam um papel ativo nas Guerras dos Balcãs e na Primeira Guerra Mundial. 

## Associações
| Assosiação | Atividade | Notas                                      |
| --- | --------- | ------------------------------------------ |
| Associação de Chetniks pela Liberdade e Honra da Pátria (Udruženje četnika za slobodu i čast otadžbine)                                 | 1921–44   |                                            |
| Associação dos Chetniks Sérvios pelo Rei e pela Pátria (Udruženje srpskih četnika za kralja i otadžbinu)                                | 1924–25   | Separado da Associação Chetnik.            |
| Associação de Chetniks Sérvios "Petar Mrkonjić" (Udruženje srpskih četnika Petar Mrkonjić)                                              | 1924–25   | Separado da Associação Chetnik.            |
| Associação de Chetniks Sérvios "Petar Mrkonjić" pelo Rei e pela Pátria (Udruženje srpskih četnika Petar Mrkonjić za kralja i otadžbinu) | 1925–29   | Fundido a partir das organizações de 1924. |
| Associação dos Velhos Chetniks (Udruženje starih četnika)                                                                               | 1934–     | Separado da Associação Chetnik.            |
| Associação contra Bandidos Búlgaros (Udruženje protiv bugarskih bandita)                                                                | 1922–30   | Paramilitar antiterrorista antibúlgaro.    |

## Consequências

### Segunda Guerra Mundial

Bandeira Chetnik ("Para o rei e pátria; liberdade ou morte")

Os Chetniks da Segunda Guerra Mundial foram um movimento monarquista iugoslavo e nacionalista sérvio e uma força de guerrilha   na Iugoslávia ocupada pelo Eixo. Embora não fosse um movimento homogêneo,  foi liderado por Draža Mihailović. Embora fosse anti-Eixo em seus objetivos de longo prazo e envolvido em atividades de resistência marginal por períodos limitados,  também se engajou em colaboração tática ou seletiva com as forças do Eixo durante quase toda a guerra.  O movimento Chetnik  adotou uma política de colaboração  em relação ao Eixo e se engajou na cooperação em um grau ou outro, estabelecendo um modus vivendi e operando como forças auxiliares "legalizadas" sob o controle do Eixo.